# Antje Heyn
Antje Heyn (* 20. April 1979 in Bergen auf Rügen) ist eine deutsche Animationsregisseurin, Drehbuchautorin und Produzentin.

## Leben
Heyn studierte von 2002 bis 2010 Visuelle Kommunikation mit Schwerpunkt Illustration/Animation an der Kunsthochschule Berlin-Weißensee. 2011 erhielt sie neben vier anderen Absolventen der Kunsthochschule einen Mart-Stam-Förderpreis, der mit einer Gruppenschau unter dem Titel „Freies Feld“ im Freien Museum Berlin verbunden war. Sie präsentierte ihren Animationsfilm Lumo, in dem sie einen Punkt wahlweise in einen Piraten, einen Panda oder eine Krankenschwester verwandelt. Beim Filmfest Dresden wurde er als bester Animationsfilm ausgezeichnet. Heyn ist Gründerin und Creative Director des Animationsstudios Protoplanet Studio, mit dem sie Animationskurzfilme für Kinder drehte, die auf Kurzfilmfestivals vertreten waren. Ihr Film Cat Lake City erhielt als „pädagogisch und künstlerisch origineller Film“ das „Prädikat besonders wertvoll“. Weitere mit dem Prädikat ausgezeichnete Filme von Antje Heyn sind Trial & Error, Pawo und Lumo.
Sie lebt in Berlin.

## Auszeichnungen (Auswahl)
- 2010: Goldener Reiter für Lumo, Filmfest Dresden[4]
- 2015: Erster Preis Contest of Dreams für Pawo, 3. Open-Air Animation Festival Insomnia, Russland[5]
- 2016: Zweiter Preis für Trial & Error, 7. Dießener Kurzfilmfestival[6]

## Filmografie
- 2010: Lumo, Animation, 7 min[7]
- 2015: PAWO, Animation, 8 min[8]
- 2016: Trial & Error, Animation, 5 min[9]
- 2018: Cat Lake City, 6:42 min
- 2021: Meta, Animationsfilm, 3,36 Min., (Buch, Regie, Produktion)[10]